# ديانا سالازار
ديانا سالازار (بالإسبانية: Diana Salazar)‏ هي رسامة مكسيكية، ولدت في 1972 في مدينة مكسيكو في المكسيك.